# Carbonari mozgalom

A karbonárók zászlaja

A carbonari mozgalom (franciául: charbonnerie, magyarul: szénégetők) a 19. század elején Calabriában létrejött monarchiaellenes titkos politikai társaság volt, amelynek célja Itália függetlenségének kiharcolása, egyesítése és liberális berendezése volt. Több összeesküvés és terrorcselekmény is a nevükhöz köthető.

## Története

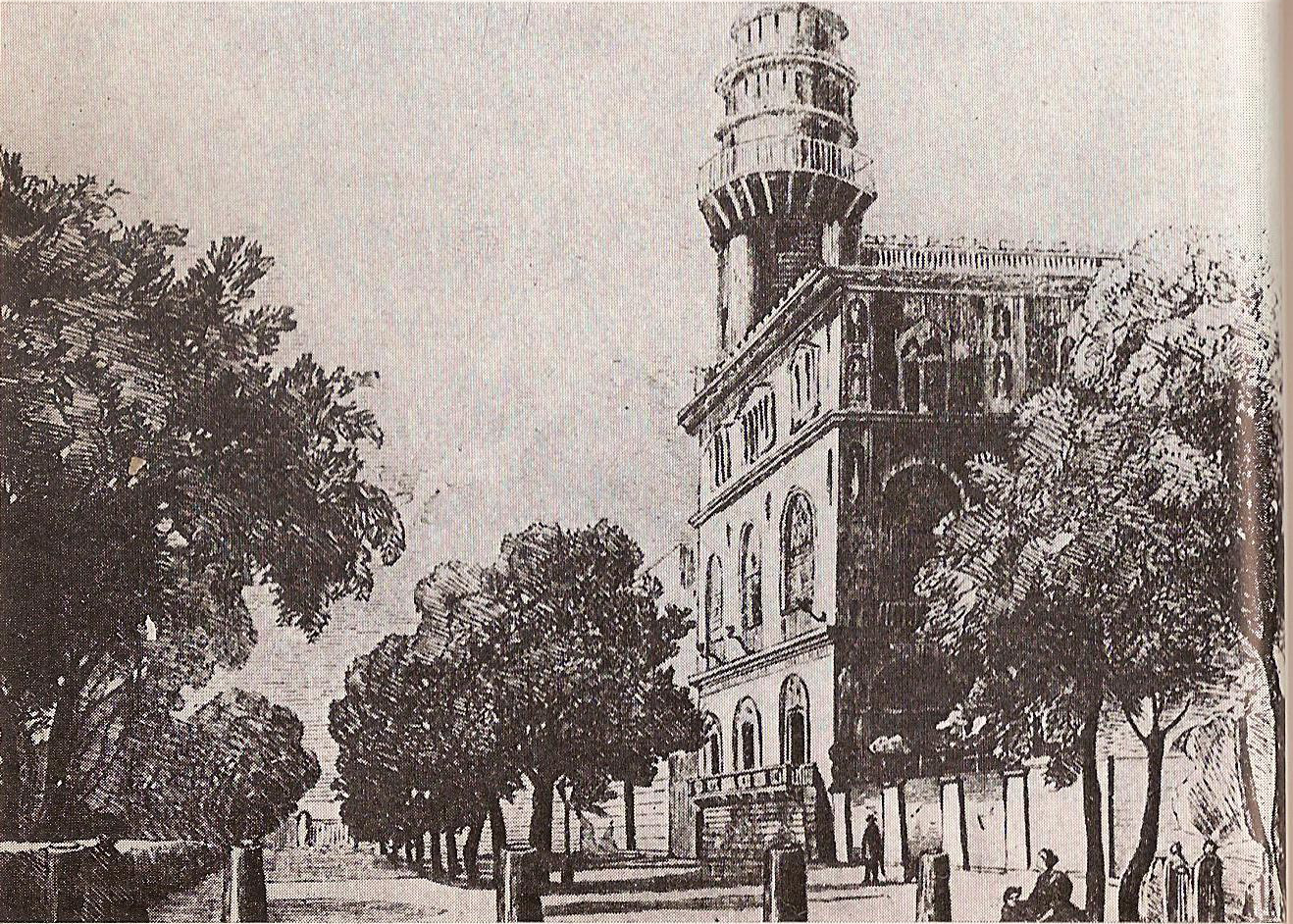
A genovai Acquasola sétány, a carbonarók találkozóhelye

A mozgalom tagjai az üldöztetések elől az Abruzzókba (az Appennin-hegység része) menekültek, ahol gyűléseiken a szénégetők munkájához hasonló szertartásokat végeztek – innen ered a nevük is. Gyülekezőhelyeiket kunyhóknak (baracca), a kunyhók belsejét szénleadóhelyeknek (vendita), a kunyhók egyesületét pedig köztársaságnak nevezték.
Noha a lakosság körében egyre népszerűbbé váltak, a Bourbon restauráció megszilárdulása után, az 1820-as években a hatalom egyre hevesebben üldözte őket (I. Ferdinánd nápolyi király és Metternich irtó hadjáratai), ezért központjukat Párizsba helyezték át, s megkezdték a francia kunyhók megszervezését.
Az 1830-as franciaországi „júliusi forradalom” sikere után a francia tagok nagy része a kormányhoz pártolt, majd az olasz tagok Giuseppe Mazzini vezetésével létrehoztak egy új mozgalmat, az „Ifjú Itáliát”. A carbonari mozgalom ezzel felbomlott.